# Canthochilum platycnemis
Canthochilum platycnemis là một loài bọ cánh cứng trong họ Bọ hung (Scarabaeidae).